# Alexandru Suțu
Alexandru Suțu (o Alexandros Soutzos; in greco Αλέξανδρος Σούτζος?; Costantinopoli, 1758 – Bucarest, 18 gennaio 1821) è stato un principe greco-romeno.
Principe di Moldavia e poi di Valacchia, membro della famiglia fanariota dei Suțu (Soutzos, Soutzo), avverso alla famiglia Ypsilanti, occupò il trono di Moldavia (1801-02) e quello di Valacchia (1802-1806 e 1818-21). Fu avvelenato a opera di elementi rivoluzionari della Eteria degli Amici.
Suo figlio fu il generale greco Skarlatos Soutzos, che fu anche più volte ministro della guerra del regno di Grecia.

## Biografia
Il principe Alexandru Suțu era figlio di Nicolae Suțu, Gran Dragomanno della "Sublime Porta" nel 1768, decapitato per ordine del sultano il 29 agosto 1769, nipote di Constantin Dracul Suțu "il Gran Logoteta, anch'egli impiccato dai turchi nel 1757.
Come altri fanarioti, entrò al servizio dell'impero ottomano dove fu Dragomanno della flotta dal 1797 al 1799 e poi Gran Dragomanno dal 1799 al 1801. Proseguendo la sua carriera, succedette a Constantin Ypsilantis come Hospodar di Moldavia nel luglio del 1801 sino all'ottobre del 1802. 
Designato come nuovo principe di Valacchia nell'agosto del 1806, dovette ritirarsi il 13 ottobre successivo per l'occupazione del paese da parte delle truppe russe che sostenevano invece Constantin Ypsilantis. Venne riportato sul trono di Valacchia il 16 novembre 1818, ma morì a Bucarest il 18 gennaio 1821, con sintomi riconducibili ad avvelenamento; gli autori del gesto furono probabilmente membri sovversivi della società segreta Filikí Etería della quale forse Alexandru era affiliato ma che mal sopportavano la sua figura e temevano che potesse tradirli coi turchi. Venne sepolto nella chiesa di San Spiridione Nuovo di Bucarest. Il suo successore designato, Skarlatos Kallimachis, non riuscirà ad occupare il trono a causa dell'insurrezione nazionale dei Rumeni guidata da Tudor Vladimirescu in quello stesso anno. Durante il breve periodo delle sue reggenze in favore dell'Impero ottomano, fece pressione per le dimissioni del patriarca Callinico V di Costantinopoli in favore di Gregorio V di Costantinopoli e si occupò di migliorare le conoscenze della flotta turca nella navigazione nel Mare Egeo.
Alexandre Suțu aveva sposato nel 1795 Euphrosine Kallimachis, una figlia del principe Alexandru Kallimachis.